# La Ilusión, Las Margaritas
La Ilusión är en ort i Mexiko.   Den ligger i kommunen Las Margaritas och delstaten Chiapas, i den sydöstra delen av landet, 800 km öster om huvudstaden Mexico City. La Ilusión ligger 1 533 meter över havet och antalet invånare är 771.
Terrängen runt La Ilusión är kuperad. Runt La Ilusión är det ganska glesbefolkat, med 29 invånare per kvadratkilometer. Närmaste större samhälle är Veinte de Noviembre, 2,8 km nordväst om La Ilusión. I omgivningarna runt La Ilusión växer huvudsakligen savannskog.